# Пеедуська сільська рада
Пе́едуська сільська рада (ест. Peedu külanõukogu, рос. Пеэдуский сельский совет) — сільська рада в Естонській РСР, адміністративно-територіальна одиниця в складі повіту Ярвамаа (1945—1950) та Тапаського району (1950—1954).

## Населені пункти
Сільській раді підпорядковувалися села: Мяґеде (Mägede), Пееду (Peedu), Легтметса (Lehtmetsa), Минувере (Mõnuvere), Соосалу (Soosalu), Суґалепа (Sugalepa), Саарекюла (Saareküla).

## Історія
8 серпня 1945 року на території волості Албу в Ярваському повіті утворена Пеедуська сільська рада з центром у селі Пееду.
26 вересня 1950 року, після скасування в Естонській РСР повітового та волосного поділу, сільська рада ввійшла до складу новоутвореного Тапаського сільського району.
17 червня 1954 року в процесі укрупнення сільських рад Естонської РСР Пеедуська сільська рада ліквідована. Її територія склала північну частину новоутвореної Албуської сільської ради.